# Kaniža Gospićka
Kaniža Gospićka je naselje u Republici Hrvatskoj, u sastavu Grada Gospića, Ličko-senjska županija. 

## Stanovništvo
Prema popisu stanovništva iz 2001. godine, naselje je imalo 438 stanovnika te 152 obiteljskih kućanstava.

Prema popisu stanovništva 2011. godine naselje je imalo 401 stanovnika.
| broj stanovnika | 509   | 695   | 745   | 838   | 1010  | 827   | 1062  | 957   | 607   | 597   | 586   | 538   | 547   | 581   | 438   | 401   | 354   |
|                 | 1857. | 1869. | 1880. | 1890. | 1900. | 1910. | 1921. | 1931. | 1948. | 1953. | 1961. | 1971. | 1981. | 1991. | 2001. | 2011. | 2021. |

### Poznate osobe
- Đuro Čanić, hrvatski podmaršal, vojni pisac, mecena.